# Le Pont-de-Beauvoisin (Isère)
Pont-de-Beauvoisin – miejscowość i gmina we Francji, w regionie Owernia-Rodan-Alpy, w departamencie Isère.
Według danych na rok 1990 gminę zamieszkiwało 2369 osób, a gęstość zaludnienia wynosiła 322 osób/km² (wśród 2880 gmin regionu Rodan-Alpy Pont-de-Beauvoisin plasuje się na 373. miejscu pod względem liczby ludności, natomiast pod względem powierzchni na miejscu 1331.).